# پارک شهر نو
پارک شهر نو (انگلیسی: Shahr-e Naw Park) یک پارک عمومی در منطقه شهر نو کابل، افغانستان است. این یکی از چندین پارک فضای باز اصلی کابل است که توسط پادشاهان افغان در قرن نوزدهم ایجاد شده بود که توسط شهرداری کابل و نهادهای خصوصی در حال بازسازی و بازتوانی است. در اطراف پارک ساختمان‌های تجاری و مغازه‌های کوچک وجود دارد.  